# Friedrich Chrysander

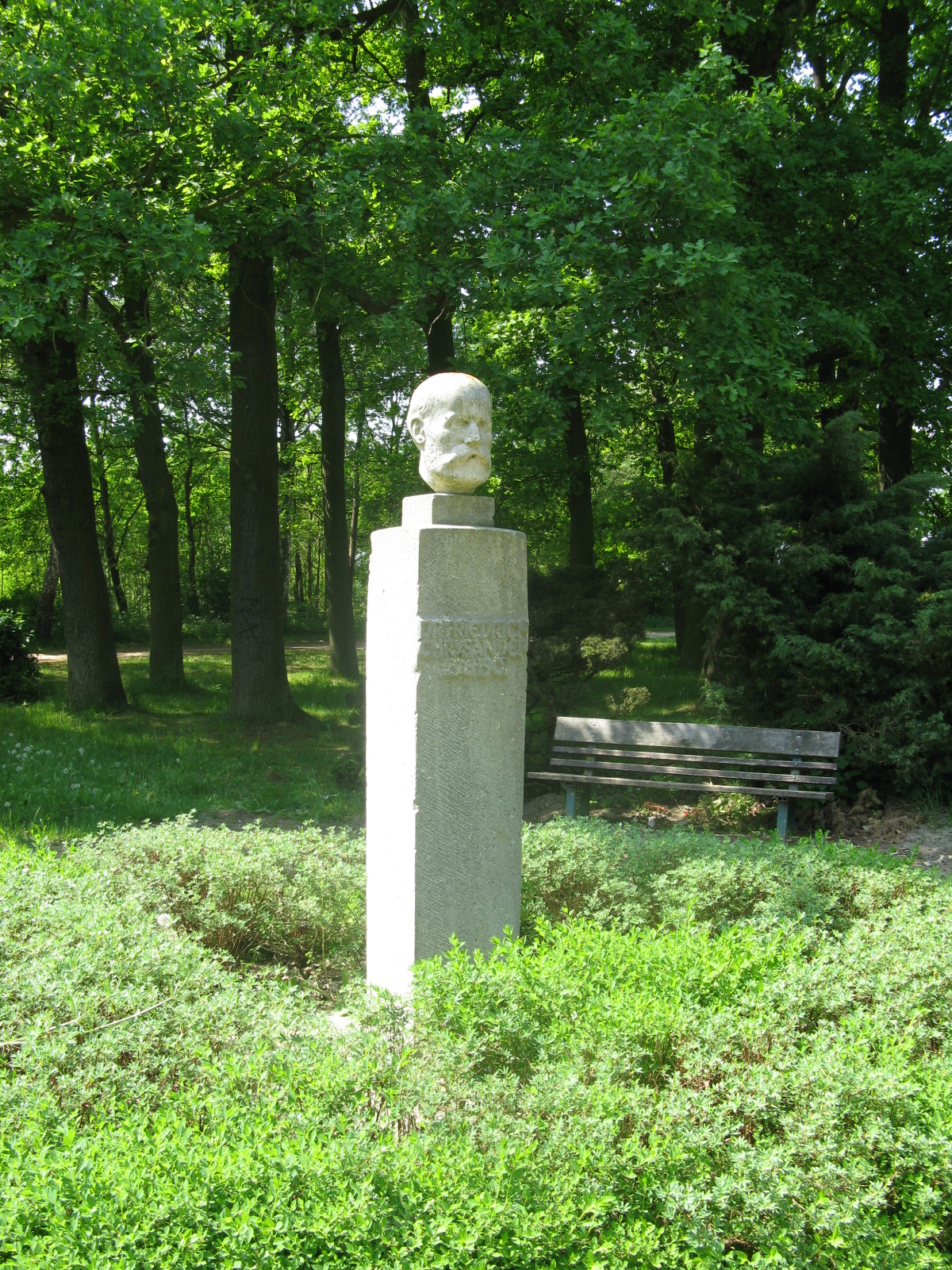
Pomník v Chrysanderově rodišti Lübtheenu

Friedrich Chrysander (* 8. července 1826 v Lübtheenu; † 3. září 1901 v Bergedorfu u Hamburku) byl německý hudební vědec a vydavatel díla Georga Friedricha Händela.

## Život
Friedrich Chrysander studoval filosofii na Universitě v Roztoku, kde také promoval. Poté pobýval delší dobu v zahraničí, zejména pak v Anglii. Po návratu do Německa se zdržoval částečně v Lauenburgu, částečně ve Vellahnu v Meklenbursku. Od roku 1866 bydlel v Bergedorfu u Hamburku.
Společně s historikem Georgem Gerviniem založil Chrysander roku 1856 Deutsche Händel-Gesellschaft (Německou Händlovu společnost) s cílem vydat kompletní dílo Georga Friedricha Händela. Společnost se však rozpadla po čtyřech letech, načež Chrysander pokračoval v práci na vydání souborného díla sám. Cestoval kvůli do Londýna, aby si prostudoval skladatelovy autografy. Podařilo se mu přitom získat veliký počet dirigentských partitur. K financování svých plánů byl nucen prodat svou sbírku Hansovnímu městu Hamburk.
Chrysander sepsal Händelovu biografii (1685–1759), která zůstala nedokončená: práci přerušil v roce 1740, roce poslední opery Deidamia a počátku období Händelových oratorií. Jeho biografické dílo (Lipsko 1858–67, sv. 1–3, první půle) je v hudebních dějinách zcela ojedinělé. Kromě toho byl Chrysander v letech 1859 až 1894 prvním vydavatelem úplného díla Georga Friedricha Händela na základě systematického zkoumání historických zdrojů.
Jako redaktor Allgemeine musikalische Zeitung byl Friedrich Chrysander v letech 1868 až 1871 a 1875 až 1882 průkopníkem hudební kritiky. Roku 1885 založil Friedrich Chrysander s Philippem Spittou a Guidem Adlerem Vierteljahrsschrift für Musikwissenschaft (Čtvrtletník o hudební vědě).
Četné Chrysanderovy historické studie se objevily také v Jahrbücher für Musikwissenschaft (Ročenky hudební vědy) a Vierteljahrsschrift für Musikwissenschaft (Čtvrtletník o hudební vědě). Zvláště za povšimnutí stojí také Chrysanderovy Denkmäler der Tonkunst (Hudební pomníky) s následujícími skladbami:
- Palestrinova čtyřhlasá moteta
- čtyři oratoria Giacoma Carissimiho
- skladby Arcangela Corelliho
- Pièces de Clavecin (kusy pro cembalo) Louise Couperina
- zpracování händelovských oratorii ve zkráceném znění.

Z celkového počtu 94 pracovních a šesti doplňujících svazků, jež vytvořil převážně sám, dokončil Chrysander 92 svazků a čtyři doplňující svazky zcela sám. Další svazek o Händelovi a dva doplňující svazky byly dokončeny roku 1902 Maxem Seiffertem.

## Publikace

### Autorství
- Über die Molltonart in den Volksgesängen und Über das Oratorium. Zvěřín 1853, Oertzen & Schlöpke
- Georg Friedrich Händel. Breitkopf & Härtel, Lipsko 1858 (sv. I), 1860 (sv. II), 1867 (sv. III, díl 1.)
  - 2. nezměněné vydání: Georg Friedrich Händel. Sv. I-III/první půle. Breitkopf & Härtel, Lipsko 1919 (pdf Sv. 1, sv. 2, sv. 3,1)
- Händels biblische Oratorien in geschichtlicher Betrachtung. Hamburg 1897, O. Meißner, 2/1907, Lipsko., B. & H., 4/1922 tamtéž.
- Musik und Theater in Mecklenburg. Rok [1854] a nové příklady z Meklenburska
- Zvěřín 1856. In: Archiv f. Landeskunde in den Großherzogtümern Mecklenburg VI, 12
- Über Händels Begräbnis-Anthem für Königin Caroline, 1737. In: Euterpe XXI, 143–146
- Die Originalstimmen von Händels Messias. In JbP II, 1896

### Vydavatelská činnost
- Dílo G. F. Händela. Vydání pro Německou Händelovu společnost, Lipsko 1858–1894, sv. 1–18 Breitkopf & Härtel, sv. 19ff. Tisk a vazba. Vydání zahrnuje 95 svazků. (Sv. 49 nevyšel), sv. 45 (Mesiáš) vyd. M. Seiffertem, Lipsko 1902, B. & H. K tomu 6 dodatků obsahující zdroje k Händelovým pracím.
- Denkmäler der Tonkunst, Bergedorf 1869, H. Weißenborn: sv. 1, 2, 3, 4, 5.
- Klavírní dílo J. S. Bacha, 4 svazky, s předmluvou., Wolfenbüttel 1856, Holle.
- Klavírní výtahy vybraných Händelových oratorií (Debora, Esther, Herakles, Juda Makabejský, Mesiáš, Samsón, Saul).
- Handel receiving the laurel from Apollo. A poem by an unknown author, originally printed in the year 1724. Lipsko 1859
- Jahrbücher für musikalische Wissenschaft. 2 svazky. Breitkopf & Härtel, Lipsko 1863–1867 a přetisk: Georg Olms, Hildesheim 1966